# Rousset (Bouches-du-Rhône)
Rousset település Franciaországban, Bouches-du-Rhône megyében. Lakosainak száma 5357 fő (2022. január 1.). Rousset Châteauneuf-le-Rouge, Fuveau, Peynier, Puyloubier, Saint-Antonin-sur-Bayon és Trets községekkel határos.

## Népesség
A település népessége az elmúlt években az alábbi módon változott:
| Lakosok száma | 1191 | 2078 | 2942 | 4085 | 4646 | 4768 | 4844 | 4918 | 4977 | 5357 |
|               | 1968 | 1982 | 1990 | 2006 | 2013 | 2015 | 2017 | 2019 | 2020 | 2022 |